# Микела Паче
Микела Паче (малт. Michela Pace; Гозо, 25. јануар 2001) малтешка је певачица. 
На малтешкој музичкој сцени појавила се 2017. као једна од учесница националног избора за Песму Евровизије на ком је наступила са песмом Cruise Control, и није успела да се квалификује за финале. Годину дана касније учествује у првој сезони малтешке верзије музичког ријалитија The X Factor где осваја прво место. Победа у том формату јој је донела и спонзорски уговор са издавачком кућом Sony Music Italy, и место представника Малте на Песми Евровизије 2019. у Телавиву.

## Дискографија
Синглови
- Cruise Control (2017)
- Chameleon (2019)